# Krajgorci
Krajgorci (bułg. Крайгорци) – wieś w Bułgarii, w obwodzie Szumen, w gminie Wyrbica. W 2024 roku liczyła 233 mieszkańców.